# Sophie Luck
Sophie Luck, född den 17 oktober 1989, är en australiensisk skådespelerska. Hon är mest känd för att ha spelat Fiona "Fly" Watson i serien "Blue Water High".

## Filmografi

### Filmer
- The Fall
- Circle of Lies
- The Toy Soldiers
- Pandorian

### TV-serier
- Water Rats
- Home and Away
- Snobs
- Blue Water High
- All Saints
- SYD2030
- Whoopa-chow!